# 에비사와 켄지
에비사와 겐지(海老澤健次, 1986년 10월 22일 ~ )는 일본의 배우이다.

## 약력
중학생 때 놀이에 참가한 것을 계기로 배우에 관심있다. 2004년 제17회 주논·슈퍼 보이 콘테스트에서 그랑프리를 수상 고등학교를 졸업 후 곧바로 상경했다.
2005년에 뮤지컬 《GOD SPELL》로 데뷔했다.
2008년 슈퍼전대 시리즈 《염신전대 고온저》에서 '이시하라 군페이/고온 블랙(엔진 블랙)' 역으로 출연했으나, 첫 드라마 고정 출연이었다. 2011년 무대 '네 말-THE FOUR PIECES-'에서 첫 주연을 맡았다.

## 인물
- 취미는 「재미는 찾을 수 있다」이다. 특기는 삼신 · 댄스이다. 주논 · 슈퍼보이 콘테스트에서 준 그랑프리를 수상하며, 고등학교를 졸업 후 곧바로 상경했다.
- 같은 사무소에 소속된 후루타 아라타와 나마세 가츠히사, 후지키 나오히토 등을 목표 배우를 내걸고있다.
- 출연하고 싶은 TV 프로그램은 「샐러리맨 NEO」이다.

## 출연

### 드라마
- 신은 주사위를 던지지 않는다 제7화 (2006년, 니혼 TV) - 육상 부원, 아야세 역
- 톱 캐스터 제8화 (후지TV)
- 원망해 가게 본점 제7화 (2006년, TV 도쿄) - 마사토 이치로 역
- 미래 창조당 제21회 「일본인을 위한 '和'햄버거를 만들고 싶다!」(2006년, 니혼TV) - 와타나베 가즈오 역
- 염신전대 고온저 (2008년, TV 아사히) - 이시하라 군페이/고온 블랙(엔진 블랙) 역
- 마츠모토 세이초 탄생 100주년 스페셜 - 야광의 계단 (2009년, TV 아사히) - 하세가와 준 역
- 이케멘 소바 가게 탐정 괜찮아!~ (2009년, 니혼 TV) 검사 역
  - 이케멘 소바 가게 탐정 괜찮아!~ (2009년, 니혼 TV) 켄지 (이케멘 No.003) 역
- 수전전대 쿄류저 제4화 (2013년, TV 아사히) 미후네 시로 역
- 압인! 들보부 (2013년, TV 가나가와) - 시라카미 역

### 무대
- GOD SPELL (2005년, 이케부쿠로 예술 극장 큰 홀)
- 소피 스트리, 궤변 (2006년, 극장 1010)이 고 역
- Love Musical(2009년 9월, 아카사카 레드 극장) 게스트 출연
- 곤란한 구성, 절망의 징글벨 MIX(2009년 12월 전 노제 홀 스페이스 제로) 점보 역
- 희전 샤라쿠(2010년 4월 아오야마 극장/극장 BRAVA!)조 집 사환 역
- MOTHER, 특공의 어머니 조빈 토메 이야기(2010년 5월 천왕주 은하 극장) 카나야마 후미 히로 역
- 거북의 기미(2010년 9월 산모루 스튜디오) 타쿠마 유키오 역
  - 압인!!샅바부!(2010년 11월 야마노 홀) 시라가 사다미 역
  - 압인!!샅바부!다시 々연 (2013년 3월 CBGK시부 게키(극)!!) 시라가 사다미 역
  - 속!압인!!샅바부!(2013년 9월 CBGK시부 게키(극)!!) 시라가 사다미 역
- 류큐 로마네스크 템페스트(2011년 2월-3월, 아카사카 ACT시어터/새 가부키 극장) 청룡 역
- 4개의 말-THE FOUR PIECES-(2011년 9월 아오야마 원형 극장) 사이토 카즈마 역
- Dandy cute Dandy(2012년 2월 BIG TREE THEATER) 나이트 우 역
- 시속 246억 Vol.A no.721(2012년 4월-5월, 극장 모리 예일) 앙도우 역
  - 시속 246억 Vol.A no.721재연(2013년 7월, 아카사카 레드 시어터/텔레 삐아호루) 앙도우 역
- MAMMA MIYA!~맘마·미ー야!!(2012년 10월, 시어터 그린) 바비 행운/엄마 미명 켄지 역
- 트래블 모드(2014년 3월 키노쿠니야 서든 씨어터) 레이몬 역
- 쌍아, 서울이, 재연(2014년 4월, 극장 1010) 슈젱 역
- 뮤지컬 닌타마 란타로 여섯번째 탄~흉악한 환영.(2015년 1월, 이케부쿠로 선샤인 극장) 시오에 몬지로 역
  - 뮤지컬 닌타마 란타로 여섯번째 탄~흉악한 환영~재연(2015년 6월-7월, 극장 G롯소) 시오에 몬지로 역
- 뮤지컬 닌타마 란타로 일곱번째 탄~수군요새 삼파전!(2016년 1월, 이케부쿠로 선샤인 극장) 시오에 몬지로 역
  - 뮤지컬 닌타마 란타로 일곱번째 탄~수군요새 삼파전!~재연(2016년 6월-7월, 극장 G롯소) 시오에 몬지로 역
- 유메오이비토의 항해 일지(2015년 2월, 시아 타산 모루) 아담 역

### 영화
- 밤의 피크닉 (2006년) 야구부원·야베 역
- 염신전대 고온저 BUNBUN!BANBAN! 극장 BANG!! (2008년) 이시하라 군페이/고온 블랙(목소리)역
- 극장판 염신전대 고온저 vs. 게키레인저 (2009년) 이시하라 군페이/고온 블랙(목소리)역
- 사무라이전대 신켄저 vs. 고온저: 은막 BANG!! (2010년) 이시하라 군페이/고온 블랙(목소리)역
- 여행자 차원 경찰 (2013년) 모모 현 역
- 우리 상금 벌이단 (2014년) 온다 고우 역